# ماريو غالاردو
ماريو غالاردو (بالإسبانية: Mario Gallardo)‏ هو رسام مكسيكي، ولد في 1937.